# Colobosauroides carvalhoi
Colobosauroides carvalhoi är en ödleart som beskrevs av  Soares och CARAMASCHI 1998. Colobosauroides carvalhoi ingår i släktet Colobosauroides och familjen Gymnophthalmidae. Inga underarter finns listade i Catalogue of Life.